# オーシャナイズ
株式会社オーシャナイズは、東京都港区西麻布に本社を置き、タダコピなどの事業を展開するマーケティング企画会社である。

## 沿革
2005年、慶應義塾大学、中央大学、法政大学の学生らによって設立された。
2012年4月、学生向けデータ通信専用端末「タダスマ」の申込受付を開始した。
2013年2月28日、デジタルサイネージを活用した大学生向け情報提供サービス「タダコピチャンネル」を、テレビ東京と共同で同年4月から開始すると発表された。
2017年8月、株式会社スマートデイズと資本業務提携契約を締結。
同年11月、原子力発電環境整備機構（NUMO）から地域力活性化研究室をはさんで受託した放射性廃棄物地層処分についての「科学的特性マップに関する意見交換会」事業で、金品の謝礼を約束して参加者を募っていたことが判明し問題となった。